# Malzy
Malzy és un municipi francès situat al departament de l'Aisne i a la regió dels Alts de França. L'any 2007 tenia 204 habitants.

## Demografia

### Població
El 2007 la població de fet de Malzy era de 204 persones. Hi havia 84 famílies de les quals 24 eren unipersonals (12 homes vivint sols i 12 dones vivint soles), 32 parelles sense fills i 28 parelles amb fills.
La població ha evolucionat segons el següent gràfic:
Habitants censats

### Habitatges
El 2007 hi havia 100 habitatges, 82 eren l'habitatge principal de la família, 16 eren segones residències i 2 estaven desocupats. Tots els 100 habitatges eren cases. Dels 82 habitatges principals, 74 estaven ocupats pels seus propietaris, 5 estaven llogats i ocupats pels llogaters i 3 estaven cedits a títol gratuït; 7 tenien dues cambres, 17 en tenien tres, 22 en tenien quatre i 35 en tenien cinc o més. 59 habitatges disposaven pel capbaix d'una plaça de pàrquing. A 38 habitatges hi havia un automòbil i a 36 n'hi havia dos o més.

### Piràmide de població
La piràmide de població per edats i sexe el 2009 era:
| Homes | Edats   | Dones |
| ----- | ------- | ----- |
| 0     | 95 o +  | 0     |
| 0     | 90 a 94 | 0     |
| 0     | 85 a 89 | 4     |
| 0     | 80 a 84 | 4     |
| 4     | 75 a 79 | 4     |
| 0     | 70 a 74 | 8     |
| 12    | 65 a 69 | 8     |
| 0     | 60 a 64 | 8     |
| 4     | 55 a 59 | 0     |
| 12    | 50 a 54 | 12    |
| 8     | 45 a 49 | 12    |
| 12    | 40 a 44 | 4     |
| 8     | 35 a 39 | 8     |
| 0     | 30 a 34 | 8     |
| 4     | 25 a 29 | 4     |
| 8     | 20 a 24 | 0     |
| 12    | 15 a 19 | 4     |
| 12    | 10 a 14 | 12    |
| 4     | 5 a 9   | 0     |
| 0     | 0 a 4   | 0     |

## Economia
El 2007 la població en edat de treballar era de 130 persones, 93 eren actives i 37 eren inactives. De les 93 persones actives 88 estaven ocupades (54 homes i 34 dones) i 5 estaven aturades (3 homes i 2 dones). De les 37 persones inactives 8 estaven jubilades, 10 estaven estudiant i 19 estaven classificades com a «altres inactius».

### Ingressos
El 2009 a Malzy hi havia 79 unitats fiscals que integraven 204 persones, la mediana anual d'ingressos fiscals per persona era de 15.861 €.

### Activitats econòmiques
Dels 3 establiments que hi havia el 2007, 2 eren d'empreses de construcció i 1 d'una empresa classificada com a «altres activitats de serveis».
Els 2 serveis als particulars que hi havia el 2009 eren fusteries.
L'any 2000 a Malzy hi havia 12 explotacions agrícoles que ocupaven un total de 672 hectàrees.

## Poblacions més properes
El següent diagrama mostra les poblacions més properes.